# Danh sách phim dài của Pixar

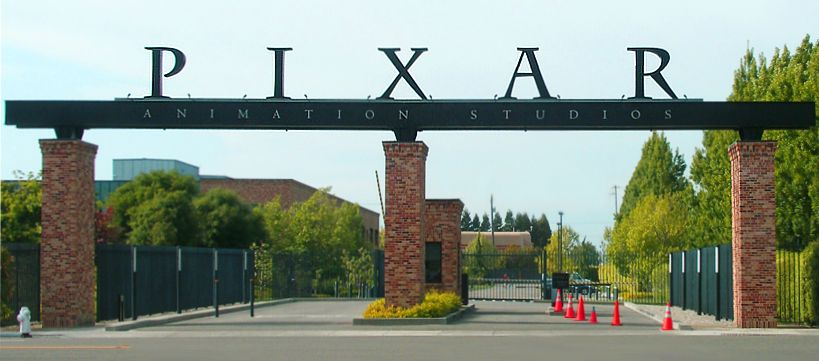
Cổng vào công ty Pixar tại Emeryville, California

Pixar là một hãng phim hoạt hình nổi tiếng có trụ sở tại Emeryville, California, Hoa Kỳ. Hãng phim đã giành được rất nhiều giải thưởng cho các bộ phim hoạt hình dài cũng như các sản phẩm khác của họ, bao gồm 26 giải Oscar, năm giải Quả cầu vàng và 3 giải Grammy. Pixar được biết đến với phim hoạt hình đồ họa máy tính được tạo nên bởi PhotoRealistic RenderMan, phần mềm kết xuất đồ họa của riêng hãng, chuyên dùng để tạo nên những hình ảnh chất lượng cao.
Tính tới tháng 6 năm 2013, Pixar đã phát hành 14 bộ phim, tất cả đều được phân phối bởi Walt Disney Pictures. Hãng phim sản xuất bộ phim hoạt hình dài đầu tiên, Câu chuyện đồ chơi, vào năm 1995. Bộ phim giành được một giải Oscar và được đề cử ở ba hạng mục khác. Sự thành công của bộ phim dẫn tới sự ra mắt của phần tiếp theo, Câu chuyện đồ chơi 2, vào năm 1999, tiếp theo sau bộ phim thứ hai Đời con bọ năm 1998. Công ty quái vật là dự án tiếp theo ra mắt năm 2001. Sáu bộ phim tiếp theo, Đi tìm Nemo (2003), Gia đình siêu nhân (2004), Vương quốc xe hơi (2006), Chú chuột đầu bếp (2007), Rô-bốt biết yêu (2008), và Vút bay (2009) đều rất thành công. Bộ phim thứ mười một, Câu chuyện đồ chơi 3 (2010), trở thành bộ phim hoạt hình có doanh thu toàn cầu cao thứ hai trong lịch sử. Bộ phim thứ mười hai là Vương quốc xe hơi 2, phần tiếp theo của Vương quốc xe hơi, là phim thứ hai được làm phần tiếp theo. Cả hai bộ phim, cùng với bộ phim thứ 14 là Lò đào tạo quái vật (2013), là những bộ phim có chi phí sản xuất tốn kém nhất của Pixar, với ước tính khoảng 200 triệu đô cho mỗi phim. Bộ phim thứ 13, Công chúa tóc xù (2012), có chi phí sản xuất khoảng 185 triệu đô.

## Phim hoạt hình

### Đã công chiếu
| Tên                                         | Ngày ra mắt          | Đạo diễn                                                    | Kịch bản | Nhà sản xuất                             | Doanh Thu      |
| ------------------------------------------- | -------------------- | ----------------------------------------------------------- | --- | ---------------------------------------- | -------------- |
| Toy Story (Câu chuyện đồ chơi)              | 22 tháng 11 năm 1995 | John Lasseter                                               | Cốt truyện: John Lasseter, Pete Docter, Andrew Stanton và Joe Ranft Kịch bản: Joss Whedon, Andrew Stanton, Joel Cohen và Alec Sokolow                                                | Ralph Guggenheim và Bonnie Arnold        | $394,436,586   |
| A Bug's Life (Đời con bọ)                   | 25 tháng 11 năm 1998 | John Lasseter Đồng đạo diễn: Andrew Stanton                 | Cốt truyện: John Lasseter, Andrew Stanton và Joe Ranft Kịch bản: Andrew Stanton, Donald McEnery và Bob Shaw                                                                          | Darla K. Anderson và Kevin Reher         | $363,258,859   |
| Toy Story 2 (Câu chuyện đồ chơi 2)          | 24 tháng 11 năm 1999 | John Lasseter Đồng đạo diễn: Lee Unkrich và Ash Brannon     | Cốt truyện: John Lasseter, Pete Docter, Ash Brannon và Andrew Stanton Kịch bản: Andrew Stanton, Rita Hsiao, Doug Chamberlin và Chris Webb                                            | Helene Plotkin và Karen Robert Jackson   | $497,375,381   |
| Monsters, Inc. (Công ty quái vật)           | 2 tháng 11 năm 2001  | Pete Docter Đồng đạo diễn: Lee Unkrich và David Silverman   | Cốt truyện: Pete Docter, Jill Culton, Jeff Pidgeon và Ralph Eggleston Kịch bản: Andrew Stanton và Dan Gerson                                                                         | Darla K. Anderson                        | $579,707,738   |
| Finding Nemo (Đi tìm Nemo)                  | 30 tháng 5 năm 2003  | Andrew Stanton Đồng đạo diễn: Lee Unkrich                   | Cốt truyện: Andrew Stanton Kịch bản: Andrew Stanton, Bob Peterson và David Reynolds                                                                                                  | Graham Walters                           | $940,352,645   |
| The Incredibles (Gia đình siêu nhân)        | 5 tháng 11 năm 2004  | Brad Bird                                                   | Brad Bird | John Walker                              | $631,607,053   |
| Cars (Vương quốc xe hơi)                    | 9 tháng 6 năm 2006   | John Lasseter Đồng đạo diễn: Joe Ranft                      | Cốt truyện: John Lasseter, Joe Ranft và Jorgen Klubien Kịch bản: Dan Fogelman, John Lasseter, Joe Ranft, Kiel Murray, Phil Lorin and Jorgen Klubien                                  | Darla K. Anderson                        | $461,991,867   |
| Ratatouille (Chú chuột đầu bếp)             | 29 tháng 6 năm 2007  | Brad Bird Đồng đạo diễn: Jan Pinkava                        | Kịch bản: Brad Bird Cốt truyện: Jan Pinkava, Jim Capobianco và Brad Bird | Brad Lewis                               | $623,726,085   |
| WALL-E (Robốt biết yêu)                     | 27 tháng 6 năm 2008  | Andrew Stanton                                              | Cốt truyện: Andrew Stanton và Pete Docter Kịch bản: Andrew Stanton và Jim Reardon | Jim Morris                               | $521,311,890   |
| Up (Vút bay)                                | 29 tháng 5 năm 2009  | Pete Docter Đồng đạo diễn: Bob Peterson                     | Cốt truyện: Pete Docter, Bob Peterson và Tom McCarthy Kịch bản: Bob Peterson và Pete Docter                                                                                          | Jonas Rivera                             | $735,099,102   |
| Toy Story 3 (Câu chuyện đồ chơi 3)          | 18 tháng 6 năm 2010  | Lee Unkrich                                                 | Cốt truyện: John Lasseter, Andrew Stanton và Lee Unkrich Kịch bản: Michael Arndt | Darla K. Anderson                        | $1,066,970,811 |
| Cars 2 (Vương quốc xe hơi 2)                | 24 tháng 6 năm 2011  | John Lasseter Đồng đạo diễn: Brad Lewis                     | Cốt truyện: John Lasseter, Brad Lewis và Dan Fogelman Kịch bản: Ben Queen | Denise Ream                              | $559,852,396   |
| Brave (Công chúa tóc xù)                    | 22 tháng 6 năm 2012  | Mark Andrews và Brenda Chapman Đồng đạo diễn: Steve Purcell | Cốt truyện: Brenda Chapman Kịch bản: Mark Andrews, Steve Purcell, Brenda Chapman và Irene Mecchi                                                                                     | Katherine Sarafian                       | $538,983,207   |
| Monsters University (Lò đào tạo quái vật)   | 21 tháng 6 năm 2013  | Dan Scanlon                                                 | Cốt truyện/Kịch bản: Dan Gerson, Robert L. Baird và Dan Scanlon | Kori Rae                                 | $743,559,645   |
| Inside Out (Những mảnh ghép cảm xúc)        | 19 tháng 6 năm 2015  | Pete Docter Đồng đạo diễn: Ronnie del Carmen                | Cốt truyện: Pete Docter và Ronnie del Carmen Kịch bản: Pete Docter, Meg LeFauve và Josh Cooley                                                                                       | Jonas Rivera                             | $858,848,019   |
| The Good Dinosaur (Chú khủng long tốt bụng) | 25 tháng 11 năm 2015 | Peter Sohn                                                  | Cốt truyện: Peter Sohn, Erik Benson, Meg LeFauve, Kelsey Mann và Bob Peterson Kịch bản: Meg LeFauve                                                                                  | Denise Ream                              | $332,207,671   |
| Finding Dory (Đi tìm Dory)                  | 17 tháng 6 năm 2016  | Andrew Stanton Đồng đạo diễn: Angus MacLane                 | Cốt truyện: Andrew Stanton Kịch bản: Andrew Stanton và Victoria Strouse | Lindsey Collins                          | $1,028,570,942 |
| Cars 3 (Vương quốc xe hơi 3)                | 16 tháng 6 năm 2017  | Brian Fee                                                   | Cốt truyện: Brian Fee, Ben Queen, Eyal Podell và Jonathan E. Stewart Kịch bản: Kiel Murray, Bob Peterson và Mike Rich                                                                | Kevin Reher Đồng sản xuất: Andrea Warren | $383,930,656   |
| Coco                                        | 22 tháng 11 năm 2017 | Lee Unkrich Đồng đạo diễn: Adrian Molina                    | Cốt truyện: Lee Unkrich, Jason Katz, Matthew Aldrich và Adrian Molina Kịch bản: Adrian Molina và Matthew Aldrich                                                                     | Darla K. Anderson                        | $807,817,888   |
| Incredibles 2 (Gia đình siêu nhân 2)        | 15 tháng 6 năm 2018  | Brad Bird                                                   | Brad Bird | John Walker và Nicole Paradis Grindle    | $1,243,089,244 |
| Toy Story 4 (Câu chuyện đồ chơi 4)          | 21 tháng 6 năm 2019  | Josh Cooley                                                 | Cốt truyện: John Lasseter, Andrew Stanton, Josh Cooley, Valerie LaPointe, Rashida Jones, Will McCormack, Martin Hynes và Stephany Folsom Kịch bản: Andrew Stanton và Stephany Folsom | Mark Nielsen và Jonas Rivera             | $1,073,394,593 |
| Onward (Truy tìm phép thuật)                | 6 tháng 3 năm 2020   | Dan Scanlon                                                 | Dan Scanlon, Jason Headley và Keith Bunin | Kori Rae                                 | $141,940,042   |
| Soul (Cuộc sống nhiệm màu)                  | 25 tháng 12 năm 2020 | Pete Docter Đồng đạo diễn: Kemp Powers                      | Pete Docter, Mike Jones và Kemp Powers | Dana Murray                              | $120,957,731   |
| Luca (Mùa hè của Luca)                      | 18 tháng 6 năm 2021  | Enrico Casarosa                                             | Cốt truyện: Enrico Casarosa, Jesse Andrews và Simon Stephenson Kịch bản: Jesse Andrews và Mike Jones                                                                                 | Andrea Warren                            | $49,750,471    |
| Turning Red (Gấu đỏ biến hình)              | 11 tháng 3 năm 2022  | Domee Shi                                                   | Cốt truyện: Domee Shi, Julia Cho và Sarah Streicher Kịch bản: Julia Cho và Domee Shi                                                                                                 | Lindsey Collins                          | ---            |
| Lightyear (Lightyear: Cảnh Sát Vũ Trụ)      | 17 tháng 6 năm 2022  | Angus MacLane                                               | Pete Doctor | Galyn Susman                             | $224,668,633   |
| Elemental (Xứ Sở Các Nguyên Tố)             | 16 tháng 6 năm 2023  | Peter Sohn                                                  | | Denise Ream                              | $496,444,308   |
| Inside Out 2 (Những Mảnh Ghép Cảm Xúc 2)    | 14 tháng 6 năm 2024  | Kelsey Mann                                                 | | Mark Nielsen                             | $1,695,783,042 |
| Elio (Elio: Cậu Bé Đến Từ Trái Đất          | 20 tháng 6 năm 2025  | Madeline Sharafian, Domee Shi & Adrian Molina               | | Mary Alice Drumm                         |                |

### Sắp ra mắt
| Tên | Ngày ra mắt | Đạo diễn | Kịch bản | Nhà sản xuất |
| --- | ----------- | -------- | -------- | ------------ |

### Chu kỳ sản xuất
Theo chủ tịch của Pixar Ed Catmull, Pixar sẽ ra mắt một bộ phim nguyên bản vào mỗi năm và các phần tiếp theo vào các năm kế tiếp, một phần của kế hoạch ra mắt "một phim rưỡi mỗi năm".

### Dự án bị hủy bỏ
Một bộ phim tên là Newt được dự kiến công chiếu vào năm 2012, nhưng sau đó dự án làm bộ phim này đã bị hủy vào năm 2010. John Lasseter đã nói rằng nội dung của nó khá giống với nội dung bộ phim Rio của hãng Blue Sky Studios đã được công chiếu trước đó vào năm 2011. Trong một cuộc phỏng vấn năm 2014, Ed Catmull nói rằng Newt là một ý tưởng không khả dụng trong giai đoạn tiền sản xuất. Khi dự án được chuyển đến đạo diễn của Vút bay, Pete Doctor, ông đã đưa ra một ý tưởng mà Pixar cho là tốt hơn và ý tưởng này sau đó trở thành bộ phim Inside Out.

### Các kế hoạch có khả năng trong tương lai
Các kế hoạch đang trong phát triển bao gồm một bộ phim của Teddy Newton, được viết kịch bản bởi Derek Connolly, và một bộ phim của Mark Andrews.

### Đồng sản xuất
Buzz Lightyear of Star Command: The Adventure Begins là một bộ phim hoạt hình truyền thống phát hành dưới dạng video năm 2000 được sản xuất bởi Disney Television Animation với đoạn mở đầu được làm bởi Pixar. Một seri hoạt hình truyền hình cùng tên được sản xuất sau đó với Pixar thực hiện hiệu ứng CGI cho phần mở đầu.

### Các sản phẩm có liên quan
Planes là một spin-off của loạt phim Cars, sản xuất bởi DisneyToon Studios và John Lasseter tham gia với vai trò đồng biên kịch và giám sát sản xuất. Bộ phim được thai nghén từ phim ngắn Air Mater, sản phẩm giới thiệu các khía cạnh của Planes và kết thúc với một gợi ý về phiên bản điện ảnh. Planes được ra mắt vào ngày 9 tháng 8 năm 2013, cùng phần tiếp theo Planes: Fire & Rescue ra mắt vào 18 tháng 7 năm 2014.

## Phê bình và giải thưởng

### Phê bình
| Phim                | Rotten Tomatoes | Metacritic |
| ------------------- | --------------- | ---------- |
| Toy Story           | 100%            | 92/100     |
| A Bug's Life        | 92%             | 77/100     |
| Toy Story 2         | 100%            | 88/100     |
| Monsters, Inc.      | 96%             | 78/100     |
| Finding Nemo        | 99%             | 89/100     |
| The Incredibles     | 97%             | 90/100     |
| Cars                | 74%             | 73/100     |
| Ratatouille         | 96%             | 96/100     |
| WALL-E              | 96%             | 94/100     |
| Up                  | 98%             | 88/100     |
| Toy Story 3         | 99%             | 92/100     |
| Cars 2              | 39%             | 57/100     |
| Brave               | 78%             | 69/100     |
| Monsters University | 78%             | 65/100     |
| Inside Out          | 98%             | 94/100     |
| The Good Dinosaur   | 75%             |            |
| Finding Dory        | 94%             |            |
| Cars 3              | 69%             |            |
| Coco                | 97%             |            |
| Incredibles 2       | 93%             |            |
| Toy Story 4         | 97%             |            |
| Onward              | 88%             |            |
| Soul                | 95%             |            |
| Luca                | 91%             |            |
| Turning Red         | 95%             |            |
| Lightyear           | 74%             |            |
| Elemental           | 73%             |            |
| Inside Out 2        | 91%             |            |

### Doanh thu
| STT | Phim                | Ngày ra mắt          | Doanh thu nội địa | Doanh thu toàn cầu |
| --- | ------------------- | -------------------- | ----------------- | ------------------ |
| 1   | Inside Out 2        | 14 tháng 6 năm 2024  | $652,980,194      | $1,698,778,437     |
| 2   | Incredibles 2       | 14 tháng 6 năm 2018  | $608,581,744      | $1,243,089,244     |
| 3   | Toy Story 4         | 21 tháng 6 năm 2019  | $434,038,008      | $1,073,394,593     |
| 4   | Toy Story 3         | 18 tháng 6 năm 2010  | $415,004,880      | $1,063,171,911     |
| 5   | Finding Dory        | 17 tháng 6 năm 2016  | $486,295,561      | $1,028,570,942     |
| 6   | Finding Nemo        | 30 tháng 5 năm 2003  | $380,843,261      | $936,743,261       |
| 7   | Inside Out          | 10 tháng 6 năm 2015  | $356,921,711      | $858,848,019       |
| 8   | Coco                | 27 tháng 11 năm 2017 | $210,460,015      | $807,817,888       |
| 9   | Monsters University | 21 tháng 6 năm 2013  | $268,492,764      | $743,559,607       |
| 10  | Up                  | 29 tháng 5 năm 2009  | $293,004,164      | $731,342,744       |
| 11  | Incredibles         | 5 tháng 11 năm 2004  | $261,441,092      | $631,442,092       |
| 12  | Ratatouille         | 29 tháng 6 năm 2007  | $206,445,654      | $623,722,818       |
| 13  | Monsters, Inc.      | 2 tháng 11 năm 2001  | $289,916,256      | $562,816,256       |
| 14  | Cars 2              | 24 tháng 6 năm 2011  | $191,452,396      | $559,852,396       |
| 15  | Brave               | 22 tháng 6 năm 2012  | $237,283,207      | $538,983,207       |
| 16  | WALL-E              | 27 tháng 6 năm 2008  | $223,808,164      | $521,311,860       |
| 17  | Elemental           | 16 tháng 6 năm 2023  | $154,426,697      | $496,444,308       |
| 18  | Toy Story 2         | 24 tháng 11 năm 1999 | $245,852,179      | $485,015,179       |
| 19  | Toy Story           | 22 tháng 11 năm 1995 | $191,796,233      | $361,958,736       |
| 20  | Cars                | 9 tháng 6 năm 2006   | $244,082,982      | $461,983,149       |
| 21  | Cars 3              | 15 tháng 6 năm 2017  | $152,901,115      | $383,930,656       |
| 22  | A Bug's Life        | 25 tháng 11 năm 1998 | $162,798,565      | $363,398,565       |
| 23  | The Good Dinosaur   | 25 tháng 11 năm 2015 | $123,087,120      | $332,207,671       |
| 24  | Lightyear           | 17 tháng 6 năm 2022  | $118,296,889      | $226,109,658       |
| 25  | Onward              | 6 tháng 3 năm 2020   | $61,555,145       | $141,940,042       |
| 26  | Soul                | 25 tháng 12 năm 2020 | $946,154          | $121,977,511       |
| 27  | Luca                | 17 tháng 6 năm 2021  | $1,324,302        | $51,074,773        |
| 28  | Turning Red         | 11 tháng 3 năm 2022  | $1,399,001        | $21,813,358        |

### Các giải thưởng và đề cử của viện hàn lâm
| Toy Story (1995)                                    | Toy Story (1995) | Toy Story (1995) |
| --------------------------------------------------- | --- | ---------------- |
| ÂM NHẠC (Nhạc nền cho phim nhạc kịch hoặc phim hài) | Randy Newman | Đề cử            |
| ÂM NHẠC (Bài hát gốc)                               | "You've Got a Friend in Me," Nhạc và lời bởi Randy Newman | Đề cử            |
| KỊCH BẢN (Kịch bản gốc)                             | Kịch bản bởi Joss Whedon, Andrew Stanton, Joel Cohen, Alec Sokolow; Cốt truyện bởi John Lasseter, Peter Docter, Andrew Stanton, Joe Ranft                                   | Đề cử            |
| GIẢI THƯỞNG THÀNH TỰU ĐẶC BIỆT                      | Dành cho John Lasseter, cho sự lãnh đạo và truyền cảm hứng của ông đối với đội ngũ Toy Story, giúp tạo nên bộ phim hoạt hình dài sản xuất bằng công nghệ máy tính đầu tiên. | Đoạt giải        |
| A Bug's Life (1998)                                 | |                  |
| ÂM NHẠC (Nhạc nền cho phim nhạc kịch hoặc phim hài) | Randy Newman | Đề cử            |
| Toy Story 2 (1999)                                  | |                  |
| ÂM NHẠC (Bài hát gốc)                               | "When She Loved Me," Nhạc và lời bởi Randy Newman | Đề cử            |
| Monsters, Inc. (2001)                               | |                  |
| PHIM HOẠT HÌNH HAY NHẤT                             | Pete Docter, John Lasseter | Đề cử            |
| ÂM NHẠC (Bài hát gốc)                               | Randy Newman | Đề cử            |
| ÂM NHẠC (Bài hát gốc)                               | "If I Didn't Have You," Nhạc và lời bởi Randy Newman | Đoạt giải        |
| BIÊN TẬP ÂM THANH                                   | Gary Rydstrom, Michael Silvers | Đề cử            |
| Finding Nemo (2003)                                 | |                  |
| PHIM HOẠT HÌNH HAY NHẤT                             | Andrew Stanton | Đoạt giải        |
| ÂM NHẠC (Bài hát gốc)                               | Thomas Newman | Đề cử            |
| BIÊN TẬP ÂM THANH                                   | Gary Rydstrom và Michael Silvers | Đề cử            |
| KỊCH BẢN (Kịch bản gốc)                             | Kịch bản bởi Andrew Stanton, Bob Peterson và David Reynolds; Cốt truyện bởi Andrew Stanton                                                                                  | Đề cử            |
| The Incredibles (2004)                              | |                  |
| PHIM HOẠT HÌNH HAY NHẤT                             | Brad Bird | Đoạt giải        |
| BIÊN TẬP ÂM THANH                                   | Michael Silvers và Randy Thom | Đoạt giải        |
| HÒA ÂM                                              | Randy Thom, Gary A. Rizzo và Doc Kane | Đề cử            |
| KỊCH BẢN (Kịch bản gốc)                             | Brad Bird | Đề cử            |
| Cars (2006)                                         | |                  |
| PHIM HOẠT HÌNH HAY NHẤT                             | John Lasseter | Đề cử            |
| ÂM NHẠC (Bài hát gốc)                               | "Our Town," Nhạc và lời bởi Randy Newman | Đề cử            |
| Ratatouille (2007)                                  | |                  |
| PHIM HOẠT HÌNH HAY NHẤT                             | Brad Bird | Đoạt giải        |
| ÂM NHẠC (Bài hát gốc)                               | Michael Giacchino | Đề cử            |
| BIÊN TẬP ÂM THANH                                   | Randy Thom và Michael Silvers | Đề cử            |
| HÒA ÂM                                              | Randy Thom, Michael Semanick và Doc Kane | Đề cử            |
| KỊCH BẢN (Kịch bản gốc)                             | Kịch bản bởi Brad Bird; Cốt truyện bởi Jan Pinkava, Jim Capobianco, Brad Bird                                                                                               | Đề cử            |
| WALL-E (2008)                                       | |                  |
| PHIM HOẠT HÌNH HAY NHẤT                             | Andrew Stanton | Đoạt giải        |
| ÂM NHẠC (Nhạc nền)                                  | Thomas Newman | Đề cử            |
| ÂM NHẠC (Bài hát gốc)                               | "Down to Earth," Âm nhạc bởi Peter Gabriel và Thomas Newman; Lời bởi Peter Gabriel                                                                                          | Đề cử            |
| BIÊN TẬP ÂM THANH                                   | Ben Burtt và Matthew Wood | Đề cử            |
| HÒA ÂM                                              | Tom Myers, Michael Semanick và Ben Burtt | Đề cử            |
| KỊCH BẢN (Kịch bản gốc)                             | Kịch bản bởi Andrew Stanton, Jim Reardon; Cốt truyện bởi Andrew Stanton, Pete Docter                                                                                        | Đề cử            |
| Up (2009)                                           | |                  |
| PHIM HOẠT HÌNH HAY NHẤT                             | Pete Docter | Đoạt giải        |
| ÂM NHẠC (Nhạc nền)                                  | Michael Giacchino | Đoạt giải        |
| PHIM HAY NHẤT                                       | Jonas Rivera, Nhà sản xuất | Đề cử            |
| BIÊN TẬP ÂM THANH                                   | Michael Silvers và Tom Myers | Đề cử            |
| KỊCH BẢN (Kịch bản gốc)                             | Kịch bản bởi Bob Peterson, Pete Docter; Cốt truyện bởi Pete Docter, Bob Peterson, Tom McCarthy                                                                              | Đề cử            |
| Toy Story 3 (2010)                                  | |                  |
| PHIM HOẠT HÌNH HAY NHẤT                             | Lee Unkrich | Đoạt giải        |
| ÂM NHẠC (Bài hát gốc)                               | "We Belong Together," Nhạc và lời bởi Randy Newman | Đoạt giải        |
| PHIM HAY NHẤT                                       | Darla K. Anderson, Nhà sản xuất | Đề cử            |
| BIÊN TẬP ÂM THANH                                   | Tom Myers và Michael Silvers | Đề cử            |
| KỊCH BẢN (Kịch bản chuyển thể)                      | Kịch bản bởi Michael Arndt; Cốt truyện bởi John Lasseter, Andrew Stanton và Lee Unkrich                                                                                     | Đề cử            |
| Brave (2012)                                        | |                  |
| PHIM HOẠT HÌNH HAY NHẤT                             | Mark Andrews và Brenda Chapman | Đoạt giải        |